# Kristel Köbrich
Kristel Arianne Köbrich Schimpl, född 9 augusti 1985, är en chilensk simmare.

## Karriär
Köbrich tävlade i två grenar för Chile vid olympiska sommarspelen 2004 i Aten. Hon blev utslagen i försöksheatet på både 400 och 800 meter frisim. Köbrich var även Chiles fanbärare vid OS 2004. Vid olympiska sommarspelen 2008 i Peking tävlade hon i två grenar. Köbrich blev utslagen i försöksheatet på 800 meter frisim och fullföljde inte loppet på 10 km öppet vatten.
Vid olympiska sommarspelen 2012 i London tävlade Köbrich i två grenar. Hon blev utslagen i försöksheatet på både 400 och 800 meter frisim. Vid olympiska sommarspelen 2016 i Rio de Janeiro blev Köbrich också utslagen i försöksheatet på både 400 och 800 meter frisim.
Vid olympiska sommarspelen 2020 i Tokyo slutade Köbrich på 19:e plats på 800 meter frisim och på 14:e plats på 1 500 meter frisim, vilket inte räckte till finalplats i någon av grenarna.